# Municipio Batopilas
Koordinaten: 27° 0′ N, 107° 42′ W
Batopilas ist ein Municipio mit gut 14.000 Einwohnern im mexikanischen Bundesstaat Chihuahua. Das Municipio hat eine Fläche von 2.140,8 km². Verwaltungssitz und größter Ort im Municipio ist das gleichnamige Pueblo Mágico Batopilas.

## Geographie
Das Municipio Batopilas liegt im Südwesten des Bundesstaats Chihuahua auf einer Höhe zwischen 300 m und 2800 m. Gelegen im Gebiet der Barranca del Cobre zählt es zur Gänze zur physiographischen Provinz der Sierra Madre Occidental. Es liegt vollständig in der hydrologischen Region Sinaloa und entwässert über den Río Fuerte in den Golf von Kalifornien. Die Geologie des Municipios wird zu 79 % von rhyolithischem Tuff bestimmt bei 9 % Sandstein-Tuff, 8 % Konglomeratgestein und 5 % Granodiorit; vorherrschende Bodentypen im Municipio sind der Leptosol (42 %), Regosol (35 %), Luvisol (13 %) und Phaeozem (10 %). 90 % des Municipios sind bewaldet, 6 % dienen als Weideland.
Das Municipio ist umgeben von den Municipios Guachochi, Urique und Morelos und grenzt an den Bundesstaat Sinaloa.

## Bevölkerung
Beim Zensus 2010 wurden im Municipio 14.362 Menschen in  3017 Wohneinheiten gezählt. Davon wurden 6462 Personen als Sprecher einer indigenen Sprache registriert, darunter 5986 Sprecher der Tarahumara-Sprache. Etwa 38 % der Bevölkerung waren Analphabeten. 4552 Einwohner wurden als Erwerbspersonen registriert, wovon gut 88 % Männer bzw. 1,1 % arbeitslos waren. 55 % der Bevölkerung lebten in extremer Armut.

## Orte
Das Municipio Batopilas umfasst 424 bewohnte localidades, von denen lediglich der Hauptort vom INEGI als urban klassifiziert ist. 24 Orte wiesen beim Zensus 2010 eine Einwohnerzahl von über 100 auf. Die größten Orte sind:
| Ort                                 | Einwohner |
| Batopilas                           | 1220      |
| Yoquivo                             | 0831      |
| Polanco (Ranchería Mineral Polanco) | 0537      |